# 11010 Artemieva
11010 Artemieva este o planetă minoră (asteroid), cu un diametru de 2,346 km, din centura de asteroizi. A fost descoperită pe 2 martie 1981 la Observatorul Siding Spring de Schelte J. Bus. 
Obiectul prezintă o orbită caracterizată de o semiaxă mare de 2,3019688 UAi, o excentricitate de 0,04, o înclinație de 6,61048 ° în raport cu ecliptica.